# Казьмирчук Олег Васильович
Олег Васильович Казьмирчук (кирг. Олег Васильевих Казьмирчук, нар. 10 грудня 1968) — радянський та киргизький футболіст, що грав на позиції півзахисника.
Виступав, зокрема, за клуб «Алга», а також національну збірну Киргизстану.

## Клубна кар'єра
У дорослому футболі дебютував 1985 року виступами за команду клубу «Цілинник», в якій провів два сезони, взявши участь у 32 матчах чемпіонату.
У подальшому виступав також у Другій лізі за клуб «Алга» (Фрунзе). Відіграв за фрунзенську команду наступні чотири сезони своєї ігрової кар'єри. Більшість часу, проведеного у складі «Алги», був основним гравцем команди. У 1992 році клуб був включений в елітний дивізіон новоствореного чемпіонату Киргизстану і того ж року Казьмирчук допоміг клубу виграти золотий дубль — національний чемпіонат і кубок.
Після цього півзахисник недовго пограв за болгарський «Хасково», після чого відправився до України, де і грав до завершення кар'єри за клуби «Дніпро» (Черкаси), «Кремінь», «Нафтохімік» (Кременчук) та «Нива» (Тернопіль). та «Черкаси».
Завершив професійну ігрову кар'єру в першолігових «Черкасах», за які недовго виступав у 2002 році.

## Виступи за збірну
1992 року провів 2 матчі, забивши 1 гол у складі національної збірної Киргизстану.